# سالوادور سانچز
سالوادور سانچز (انگلیسی: Salvador Sánchez؛ ۲۶ ژانویه ۱۹۵۹ – ۱۲ اوت ۱۹۸۲) بوکسور اهل مکزیک بود.
از فیلم‌ها یا برنامه‌های تلویزیونی که وی در آن نقش داشته‌است می‌توان به مکزیکی اشاره کرد.